# Hans Kraly
Hans Kraly, vero nome Hanns Kräly (Amburgo, 16 gennaio 1884 – Los Angeles, 11 novembre 1950), è stato un attore e sceneggiatore tedesco.
Nel 1930 vinse l'Oscar alla migliore sceneggiatura non originale per il film Lo zar folle.

## Filmografia

### Sceneggiatore (parziale)
- Sul ghiaccio (Aufs Eis geführt), regia di Ernst Lubitsch (1915)
- Die Klabriaspartie, regia di Danny Kaden (1916)
- Pinkus l'emporio della scarpa (Schuhpalast Pinkus), regia di Ernst Lubitsch (1916)
- Eine Walzernacht, regia di Danny Kaden (1916)
- Nach zwanzig Jahren, regia di Willy Zeyn (1918)
- Der Prozeß Hauers, regia di Willy Zeyn (1918)
- In Sachen Marc Renard, regia di Danny Kaden (1918)
- Verlorene Töchter, regia di William Kahn (1918)
- La ragazza del balletto (Das Mädel vom Ballet), regia di Ernst Lubitsch (1918)
- Non vorrei essere un uomo (Ich mochte kein Mann sein), regia di Ernst Lubitsch (1918)
- Gli occhi della mummia (Die Augen der Mumie Ma), regia di Ernst Lubitsch (1918)
- Meine Frau, die Filmschauspielerin, regia di Ernst Lubitsch (1918)
- La tessera gialla (Der gelbe Schein), regia di Paul L. Stein, Eugen Illés e Victor Janson (1918)
- Sangue gitano (Carmen), regia di Ernst Lubitsch (1918)
- Meyer il berlinese (Meyer aus Berlin), regia di Ernst Lubitsch (1919)
- La principessa delle ostriche (Die Austernprinzessin), regia di Ernst Lubitsch  (1919)
- Madame du Barry, regia di Ernst Lubitsch (1919)
- La sbornia (Rausch), regia di Ernst Lubitsch  (1919)
- Contessa Doddy (Komtesse Doddy o Komtesse Dolly), regia di Georg Jacoby (1919)
- Il viaggio nell'azzurro (Die Fahrt ins Blaue), regia di Rudolf Biebrach (1919)
- La bambola di carne (Die Puppe), regia di Ernst Lubitsch (1919)
- Eleonora Vogelsang o La mia vita per il tuo onore (Monica Vogelsang), regia di Rudolf Biebrach (1920)
- Ossy e i suoi cani (Hundemamachen), regia di Rudolf Biebrach (1920)
- Giulietta e Romeo (Romeo und Julia im Schnee), regia di Ernst Lubitsch - soggetto e sceneggiatura (1920)
- Sumurum (Sumurun), regia di Ernst Lubitsch (1920)
- Anna Bolena (Anna Boleyn), regia di Ernst Lubitsch (1920)
- Lo scoiattolo (Die Bergkatze), regia di Ernst Lubitsch (1921)
- Povera Liliana (Arme Violetta), regia di Paul L. Stein (1921)
- Theonis, la donna dei faraoni (Das Weib des Pharao), regia di Ernst Lubitsch (1922)
- La Bohème (Bohème - Künstlerliebe), regia di Gennaro Righelli (1923)
- Die Flamme, regia di Ernst Lubitsch (1923)
- Il paradiso nella neve (Das Paradies im Schnee), regia di Georg Jacoby (1923)
- Rosita, regia di Ernst Lubitsch e Raoul Walsh (1923)
- La zarina (Forbidden Paradise), regia di Ernst Lubitsch (1924)
- L'aquila (The Eagle), regia di Clarence Brown  (1925)
- Baciami ancora (Kiss Me Again), regia di Ernst Lubitsch (1925)
- Via Belgarbo (Quality Street), regia di Sidney Franklin (1927)
- Lo zar folle (The Patriot), regia di Ernst Lubitsch  (1928)
- La valanga (Eternal Love), regia di Ernst Lubitsch (1929)
- Il bacio (The Kiss), regia di Jacques Feyder (1929)
- Il tenente di Napoleone (Devil-May-Care), regia di Sidney Franklin - soggetto (1929)
- Kohlhiesels Töchter, regia di Hans Behrendt - soggetto (1930)
- Jenny Lind, regia di Arthur Robison - (versione francese di A Lady's Morals, sceneggiatore (1931)
- Musica per signora (Music for Madame), regia di John G. Blystone (1937)
- Broadway Serenade, regia di Robert Z. Leonard - soggetto (1939)
- La prima è stata Eva (It Started with Eve), regia di Henry Koster - soggetto (1941)
- Kohlhiesels Töchter, regia di Axel von Ambesser - soggetto (1962)

### Attore (parziale)
- Der fremde Vogel, regia di Urban Gad (1911)
- La ditta si sposa (Die Firma heiratet), regia di Carl Wilhelm (1914)
- Pinkus l'emporio della scarpa (Schuhpalast Pinkus), regia di Ernst Lubitsch (1916)
- Der papierene Peter, regia di Rochus Gliese (1917)
- Die weißen Rosen, regia di Urban Gad (1916)